# Bruce Lee: The Lost Interview
Bruce Lee: The Lost Interview is een aflevering van The Pierre Berton Show waarin Pierre Berton legendarisch acteur Bruce Lee interviewt. Het interview werd gefilmd in 1971, maar raakte verloren voordat het uitgezonden kon werden. In 1994 vonden ze deze aflevering terug in een archief. Omdat Bruce Lee rond die tijd een cultstatus had, besloot een Amerikaanse Tv-zender alsnog de aflevering uit te zenden als een soort van televisie special onder de naam Bruce Lee: The Lost Interview. Omdat de film zo lang vermist was, heeft hij nooit een copyright verlening gehad en is hij in het publiek domein gevallen. Hierdoor is de film in grote oplage verspreid over het internet en kreeg hij daar nieuwe aandacht van een groot internationaal publiek.
Het interview is ook van grote historische waarde. Dit omdat Bruce Lee relatief weinig interviews gaf, maar ook omdat het door sommigen wordt beschouwd als zijn beste interview.